# Guanxi
 (avril 2019).
- Si vous ne connaissez pas le sujet, laissez ce bandeau (vous pouvez alors contacter les auteurs).
- Si vous supprimez le contenu mis en cause (vous pouvez préalablement contacter les auteurs),

argumentez précisément cette suppression dans la page de discussion
(un manque de référence n'est pas un argument ; une recherche réelle de référence doit avoir été effectuée, être formellement documentée).
Ne doit pas être confondu avec Guangxi.

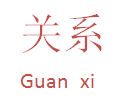
Caractères chinois.

« Guanxi » est un terme chinois renvoyant aux relations interpersonnelles entre deux individus. D'une dynamique importante dans la société chinoise, il peut être traduit par « réseau » en français ou « network » en anglais. Les Guanxi favorisent l'échange mutuel entre deux protagonistes. Néanmoins, les deux parties doivent retourner la faveur faite à l'une ou à l'autre, pour le maintien d'une telle relation.

## Définition
On peut définir les guanxi comme le réseau relationnel d’une personne. Le noyau dur est formé par la famille et les proches amis puis, par cercles concentriques, s’étend à-travers les amis des amis, anciens collègues de travail… En France, on qualifierait grossièrement l’usage des guanxi comme « faire jouer ses relations ». Les Guanxi forment une des dynamiques majeures dans la société chinoise. Elles font partie intégrante du langage chinois des affaires depuis les siècles derniers. Toute affaire conclue dans cette société chinoise passe inévitablement par les dynamiques de guanxi, que ce soit pour les firmes locales ou pour les investisseurs étrangers. « Aucune entreprise ne peut véritablement réussir à moins qu’elle ne possède un large réseau de guanxi ».

## Étymologie
Bien qu’utilisé oralement depuis un siècle auparavant, le terme guanxi n’apparaît pas historiquement  dans les dictionnaires classiques chinois, ni dans le Ci Yuan 词渊(« Source des mots », publié en 1915) ni dans le Ci Hai 词海 (« Mer de mots », publié en 1936). Le terme consiste en deux caractères chinois, le premier, guan 关 et le second, xi 系.
Guan veut dire à l’origine « porte »; au sens large « refermer ». De plus, guan peut aussi vouloir dire « rendre service à quelqu’un ». Par exemple, guan xin 关心 veut dire « se soucier de », guan hai 关怀 veut dire « montrer de la sollicitude envers quelqu’un » et guan zhao 关照 veut dire «prendre soin de» ou « informer ». 
Xi veut dire « attacher » ou liaisons, comme dans les relations de parenté (shi xi 世系) ou la parenté en ligne directe (zhi xi qin shu 直系亲属). Cela implique déjà l’idée de hiérarchie et de formalisation. Xi exprime également le maintien des relations à long terme. Par exemple, wei xi 维系veut dire « maintenir ».

## Les bases deGuanxi
L’établissement des guanxi repose sur certaines bases que l’on peut assimiler au partage d’une identification commune à travers une ou plusieurs personnes. Ces bases, qu’elles nous aient été assignées à notre origine (comme les liens de parenté)  ou qu’elles aient été construites à partir d’expériences communes, facilitent grandement le développement de ces relations de guanxi.
La localité ou le dialecte : 
Si l’on prend en exemple les premières années d’émigration vers Singapour, on remarque que beaucoup de Chinois sont arrivés sans leur proche famille. Ils étaient alors plus enclins à se regrouper selon leur localité d’origine ou même, parlant le même dialecte. 
Une parenté supposée : Les Chinois entendaient aussi se regrouper suivant leur patronyme. Les gens qui avaient le même nom se considéraient faisant partie de la même famille ou prétendaient avoir à un moment de leur histoire généalogique un ancêtre commun
Les liens familiaux :
Alors que les relations de guanxi sont théoriquement plus fortes lorsque l’on parle des liens de sang que de mariage (d’alliance), les guanxi basées sur les liens de mariage sont souvent utilisés par les hommes d’affaires pour développer un réseau où règne la confiance.  
Les liens de relation de travail :
Les collègues de travail forment d’autres bases de guanxi possibles. Traditionnellement, en Chine, les collègues sont plus souvent des gens du même « village » ou du moins partagent le même dialecte. Le fait de travailler ensemble leur procure un autre socle commun, plus fort, servant au renforcement des relations de guanxi.
Les groupes d’étude ou clubs sociaux :
Les associations à raison économique ou les groupes d’étude facilitent grandement le partage des informations et les possibilités d’interaction. Les dîners ou activités sociales donneront l’occasion aux participants d’établir des relations de guanxi ou ouvriront la porte à de potentiels acheteurs, fournisseurs ou investisseurs. 
Les liens d’amitié :
Les liens d’amitié renvoient aux relations autres que les liens familiaux. Ces relations sont teintées de ganqing 感情 (affection ou sentiment). Les liens d’amitié sont importants car ils renforcent davantage les guanxi.

## Les 7 caractéristiques majeures des Guanxi
Plusieurs attributs peuvent caractériser les guanxi dans leur utilisation et maintien.
La transférabilité : Les guanxi peuvent être transférables. Si une personne A possède des guanxi avec une personne B et si B est ami à C, alors B peut introduire ou recommander A à C ou vice versa. Autrement, le lien entre A et C a peu de chance de s’établir. 
La réciprocité : Les guanxi s’inscrivent dans l’échange réciproque. Une personne qui ne suit pas la règle de la réciprocité en refusant de retourner la faveur pour un service rendu va perdre « la face » (mianzi 面子) et être considérée comme indigne de confiance.
L’intangibilité : Les guanxi se maintiennent à travers un engagement implicite à long terme entre deux personnes du même réseau. Deux individus partageant des relations de guanxi (ex. deux amis) sont dévoués l’un à l’autre par un lien invisible et tacite de réciprocité et d’équité.
L’utilitarisme : Les guanxi sont dans la plupart des cas plus utilitaristes qu’émotionnelles. Elles relient deux personnes, plus au-travers d’échanges calculés de services qu’à des faveurs altruistes.
Le caractère contextuel : Les guanxi s’inscrivent dans un contexte et cultiver les guanxi est toujours spécifique à une situation donnée. 
L’orientation à long terme : Les guanxi s’inscrivent dans la durée (le long terme). Pour les Chinois, il y a une continuité et interdépendance des actes en société. 
L’identification personnelle : Les guanxi sont avant tout personnelles, dans le sens où elles sont détenues par des personnes physiques avant d'être utilisées par des organisations (entreprises, ONG ...)

## Les différences entreGuanxiet réseau
| Guanxi                                                                              | Réseau                                                                                                  |
| ----------------------------------------------------------------------------------- | --- |
| Composante ancrée dans la culture chinoise                                          | Issu du milieu des affaires                                                                             |
| Utilisées pour combler un système légal défaillant                                  | N’est pas le substitut du système légal                                                                 |
| Pas de distinction entre le milieu des affaires et les relations personnelles       | Distinction claire entre les affaires et les relations personnelles                                     |
| Des relations personnelles doivent être tissées avant de pouvoir faire des affaires | Les affaires se font d’abord sur une base commerciale avant de déboucher sur des relations personnelles |
| Orientation à long terme                                                            | Orientation à court terme                                                                               |

## Les bénéfices des Guanxi pour les entreprises
Un certain nombre d'avantages peuvent naître de l'utilisation des Guanxi au sein des entreprises
Réduction des coûts de Transaction : recherche d’informations, négociation, contrôle …
Procure un avantage compétitif durable : accès privilégié à des matières premières, infrastructures, personnel spécialisé ...
Permet de bénéficier de prix plus bas
Accélère le processus de développement d’une entreprise : phase d'implantation, ouverture d'une nouvelle structure (ex. usine, boutique...)
Peut agir comme une barrière à l’entrée contre de potentiels concurrents
Influence positivement la performance de l’entreprise : augmentation du chiffre d'affaires ...